# Делинькалнс
Делинькалнс (латыш. Dēliņkalns, нем. Teufelsberg) — высочайший холм Алуксненской возвышенности. Находится в Яунлайценской волости Алуксненского края. Возле холма оборудована десятикилометровая тропа для туристов. Делинькалнс покрыт лесом, и на его вершине оборудована большая просека со смотровой площадкой. У подножья холма, с северной стороны, находится небольшой источник с чистой водой.
Высота над уровнем моря: 271,6 м.
Высота от подножья горы: 70 м.